# Rajd Jämt 1974
Jämt Rallyt 1974 – rajd samochodowy rozgrywany w Szwecji. Rozgrywany był od 14 do 16 czerwca 1974 roku. Była to trzynasta runda Rajdowych Mistrzostw Europy w roku 1974.

## Klasyfikacja rajdu
| Miejsce                      | Kierowca                     | Pilot                        | Samochód                     | Czas                         | Strata                       |                              |
| Klasyfikacja generalna i ERC | Klasyfikacja generalna i ERC | Klasyfikacja generalna i ERC | Klasyfikacja generalna i ERC | Klasyfikacja generalna i ERC | Klasyfikacja generalna i ERC | Klasyfikacja generalna i ERC |
| ---------------------------- | ---------------------------- | ---------------------------- | ---------------------------- | ---------------------------- | ---------------------------- | ---------------------------- |
| 1.                           | Per Eklund                   | Björn Cederberg              | Saab 96 V4                   | 4:19:25                      | 0.0                          |                              |
| 2.                           | Stig Blomqvist               | Hans Sylvan                  | Saab 96 V4                   | 4:21:06                      | +1:41                        |                              |
| 3.                           | Bengt Nilsson                | Lars-Göran Malm              | Opel Ascona 1.9              | 4:26:09                      | +6:44                        |                              |
| 4.                           | Erik Johansson               | Jean Ringberg                | Opel Ascona 1.9              | 4:30:35                      | +11:10                       |                              |
| 5.                           | Per-Inge Walfridsson         | Kjell Nilsson                | Volvo 142                    | 4:31:36                      | +12:11                       |                              |
| 6.                           | Lars Jansson                 | Ulf Ottosson                 | Saab 99 EMS                  | 4:41:53                      | +22:28                       |                              |
| 7.                           | Curt Malmgren                | K. Ingelsson                 | Saab 96 V4                   | 4:43:29                      | +24:04                       |                              |
| 8.                           | Ingemar Frohm                | Anette Skarström             | Opel Ascona                  | 4:44:31                      | +25:06                       |                              |
| 9.                           | Karl-Gunnar Hillberg         | Roland Paulsson              | Opel Ascona                  | 4:46:55                      | +27:30                       |                              |
| 10.                          | Håkan Nilsson                | Åke Bergqvist                | Saab 96 V4                   | 4:50:19                      | +30:54                       |                              |